# گروه کارخانجات صنایع غذایی درنا
گروه کارخانجات صنایع غذایی درنا (بیسکولارج) به عنوان سازمانی در صنایع غذایی با سرمایه‌گذاری در زمینه تولید انواع کیک، کلوچه، بیسکویت، شکلات و محصولات پودری مانند پودر کیک، پودر پنکیک فوری، و همچنین بیش از هشتاد نوع محصول در اوزان و طعم های مختلف به یکی از قطب های این صنعت در خاورمیانه تبدیل گشته است.

### تاریخچه گروه صنایع غذایی درنا[۲]
پایه های نخست گروه صنایع غذایی درنا با تاسیس اولین کارخانه تولید کیک در سال 1344 در میدان امام حسین توسط پدر خانواده حاج میرزاآقا رسولوی بنا نهاده شد. اولین نامی که این محصول به خود گرفت کیک رسولوی بود. پسران ایشان در ادامه این حرکت و با پشتوانه ای از تجربه و دانش روز، شرکت بیسکو لارج را در کیلومتر 28 جاده مخصوص تهران - کرج تاسیس نموده و برند درنا را به خانواده کیک و کلوچه ایران معرفی نمودند. و اینک این مجموعه افتخار دارد که بعنوان واحد نمونه استاندارد معرفی شده است. در سال 1389 گروه صنایع غذایی درنا جهت نیل به اهداف حرفه ای با هدف تامین، توزیع و فروش محصولات با برند درنا، شرکت اریکه درنا را بنا نهادند.

### کارخانه بیسکولارج درنا[۴]
BISCOLARG .CO  نام یک شرکت تولیدکننده مواد غذایی کیک ، کلوچه بیسکویت و شکلات مستقر در شهر  کرج هست ، کارخانه بیسکو لارج درنا در مساحتی به وسعت حدود 15000متر مربع با 12 خط تولید کیک و انواع پودر کیک، مشغول به فعالیت می باشد.

## محصولات کارخانه درنا[۶]
کاپ کیکهای درنا شامل: گلدن ( کشمشی ، کاکائو  )بنفی، بیر کیک، بیر بیر، هات اند کول ، درنی ، پروبیوتیک  میباشد. درنابرگر در 5 طعم پرتقالی، کاراملی، کرم کاکائو ،توت فرنگی ،تمشک انتخابی ویژه برای تمام گروههای سنی بوده و کیک عروسکی در طرحهای فانتزی با مغزی روان کرم کاکائو و آلبالویی مورد توجه کودکان و نوجوانان می باشد.
درنا برگر و کیک عروسکی از خانواده محصولات پنکیک میباشند که برای اولین بار در خاور میانه توسط گروه صنایع غذایی درنا با تکنولوژی روز دنیا و بوسیله دستگاههای تمام اتوماتیک تولید و بسته بندی می شود. پنکیک های درنا نسبت به تولید کنندگان دیگر کشورهای جهان، بیشترین تنوع در طعم و مدل را دارا بوده وتاریخ ماندگاری بالایی دارد. درنابرگر و کیک عروسکی فرمولاسیون ویژه ای نسبت به سایر کیکها دارد و سرشار از پروتئین بوده و به جهت تکنولوژی خاص تولید آن دارای چربی کم و فاقد اسیدهای چرب مضر می باشد.
به اذعان کمپانی مزدک ژاپن به عنوان شرکت سازنده خط تولید پنکیک، گروه صنایع غذایی درنا بهترین کیفیت محصولات تولیدی را نسبت به سایر شرکت های تولید کننده در کشور های دیگر دارا می باشد.
از دیگر محصولات کارخانه درنا میتوان پودر کیک و پودر پنکیک فوری را نام برد که از تولیدات جدید درنا بوده و ضمن داشتن کیفیت مناسب مورد توجه کدبانوی ایرانی می باشد.پودر پنکیک درنا محصول منحصر به فردی است که راحتی و آسایش و لذت تجربه پختی آسان را به خانواده های ایرانی تقدیم کرده است.
شرکت بیسکولارج درنا در راستای توسعه محصول به تولید انواع کیک های لایه ای اقدام نموده که طعم های بینظیر آن ذهن مشتریان را با خود همراه میکند . در این شاخه تنوع بسیاری را میبینیم از جمله درنا رول در 3 طعم ،تری گات در 2 طعم ، کیک لایه ای درمیکس ، فول تایم و شوکودریمز .
از جمله محصولات دیگر محصولات شکلاتی درنا بیسکویت دراژه و شوکوبیس درناست که طعم و مزه ای منحصر به فرد دارد.
کیک های خانواده شامل او کیک ها، من سن، صبحانه و کشمشی خانواده و میوه ای می باشد.کیک گلدن، قدیمی ترین و محبوب ترین محصول کارخانه درنا است که با سه نسل از هموطنان ما همراه بوده، و طعم آن خاطره انگیز می باشد.امروزه گندم، آرد و فراورده های جانبی آن از قبیل: نان ، غلات صبحانه ای و کیک، نقش مهمی را در رژیم غذایی آحاد جامعه دارا می باشد.

## جوایز و افتخارات[۱۱]
- دریافت تندیس حمایت از مصرف‌کننده از وزارت صنعت، معدن و تجارت در سال 98[۱۲]
- تنها دریافت کننده تندیس سلامت[۱۳] محور در صنعت کیک و کلوچه از وزارت بهداشت سال ۱۳۹۷
- دریافت نشان بین‌المللی تضمین کیفیت و سلامت محصول در صنایع غذایی و همچنین موفق به دریافت نشان و استاندارد بین‌المللی (ISO 10004:2010) از سوی اتحادیه اروپا درابان ۹۲ -
- دریافت لوح استاندارد برترین کیفیت استان البرزدر سال ۹۲
- دریافت لوح سیمین کشوری به عنوان واحد برگزیده صنعت سبز سال ۱۳۹۲
- دریافت تندیس در هشتمین همایش بین‌المللی مدیریت سبز سال ۱۳۹۲–
- دریافت نشان استاندارد اجباری جهت محصولات کیک و کلوچه از سال ۱۳۷۶ تا کنون
- دریافت نشان استاندارد تشویقی جهت محصولات پودر ژله، پودر کیک و شیرینی از سال ۱۳۸۴ تا کنون
- دریافت گواهینامه استاندارد بین‌المللی سیستم مدیریت ایمنی غذا ISO 22000 از کشور آلمان
- دریافت گواهینامه استاندارد بین‌المللی سیستم‌های مدیریت کیفیت ISO9001 از کشور آلمان
- دریافت گواهینامه استاندارد بین‌المللی نقاط کنترل بحرانی خطر HACCP از کشور آلمان-
- دریافت گواهی محصول سلامت از صنایع استان البرز-
- دریافت گواهینامه استاندارد بین‌المللی مدیریت کیفیت رسیدگی به شکایات مشتریان ISO10002 از کشور آلمان
- دریافت لوح تقدیر به عنوان واحد نمونه استاندارد
- دریافت تندیس بین‌المللی کیفیت برتر از کشور اسپانیا
- دریافت نشان بین‌المللی حلال در تولید انواع کیک، پودر ژله و پودر کیک
- دریافت لوح تقدیر به عنوان کار آفرین برتر ملی و استانی
- دریافت لوح تقدیر جشنواره ملی حرکت، به دلیل نوآوری در صنعت کیک و کلوچه ایران
- دریافت لوح تقدیر از کنفرانس بین‌المللی بزرگان مدیریت و راهبری اسفند ۱۳۹۰
- دریافت لوح تقدیر از حضور در همایش برندهای برتر سال ۱۳۹۰
- دریافت لوح استاندارد برترین کیفیت استان البرزدر سال ۹۰
- دریافت تندیس قهرمان صنعت در هشتمین جشنواره قهرمانان صنعت ایران